# Bürgermeisterwahlen in Sachsen 2009
Bürgermeisterwahlen fanden 2009 in Sachsen in 25 Städten und Gemeinden statt. Dabei wurden 12 Bürgermeister im Amt bestätigt und keiner abgewählt.

## Wahlstatistik
| Vorschlag | Anzahl |                    | Bürgermeister | Anzahl |
| CDU       | 11     | - wiedergewählt    | 12            |        |
| FDP       | 1      | - abgewählt        | 0             |        |
| WV, EB    | 13     | - nicht kandidiert | 13            |        |
| gesamt    | 25     |                    |               |        |

## Wahlergebnisse

### Landkreis Bautzen
Im Landkreis Bautzen fanden in vier Kommunen Wahlen statt. Diese sind im Folgenden aufgelistet. In keiner Kommune war eine Neuwahl notwendig. Das entscheidende Wahlergebnis ist markiert.
Gewählte Bewerber:
- CDU: 1
- FDP: 1
- Einzelbewerber/Bürgerinitiativen: 2
- Amtsinhaber wiedergewählt: 3
- Amtsinhaber abgewählt: 0
- Amtsinhaber nicht angetreten: 1

Namen von Amtsinhabern sind fett ausgezeichnet.
| Wahltermin   | Gemeinde                     | Bewerber         | Vorschlag        | Ergebnis (in %) | vorherige | nächste |
| ------------ | ---------------------------- | ---------------- | ---------------- | --------------- | --------- | ------- |
| 29. März     | Pulsnitz                     | Peter Graff      | FDP              | 80,9            | ← 2008    | 2016 →  |
| 29. März     | Pulsnitz                     | Kay Kühne        | CDU              | 15,7            | ← 2008    | 2016 →  |
| 29. März     | Pulsnitz                     | Gerd Kirchhübel  | Grüne            | 3,4             | ← 2008    | 2016 →  |
| 5. April     | Oßling                       | Hans Hetmann     | WV Elstergrund   | 65,5            | ← 2002    | 2013 →  |
| 5. April     | Oßling                       | Daniel Gerber    | Bündnis AFV      | 34,5            | ← 2002    | 2013 →  |
| 30. August   | Elsterheide Halštrowska Hola | Dietmar Koark    | CDU              | 97,0            | ← 2002    | 2016 →  |
| 30. August   | Elsterheide Halštrowska Hola | Einzelvorschläge | Einzelvorschläge | 3,0             | ← 2002    | 2016 →  |
| 13. Dezember | Bretnig-Hauswalde            | Katrin Prescher  | Prescher         | 99,0            | ← 2003    | 2016 →  |
| 13. Dezember | Bretnig-Hauswalde            | Einzelvorschläge | Einzelvorschläge | 1,0             | ← 2003    | 2016 →  |

### Erzgebirgskreis
Im Erzgebirgskreis fanden in drei Kommunen Wahlen statt. Diese sind im Folgenden aufgelistet. In keiner Kommune war eine Neuwahl notwendig. Das entscheidende Wahlergebnis ist markiert.
Gewählte Bewerber:
- CDU: 1
- Einzelbewerber/Bürgerinitiativen: 2
- Amtsinhaber wiedergewählt: 0
- Amtsinhaber abgewählt: 0
- Amtsinhaber nicht angetreten/Gemeindeneugründung: 3

Namen von Amtsinhabern sind fett ausgezeichnet.
| Wahltermin    | Gemeinde          | Bewerber               | Vorschlag        | Ergebnis (in %) | vorherige                                                       | nächste                          |
| ------------- | ----------------- | ---------------------- | ---------------- | --------------- | --------------------------------------------------------------- | -------------------------------- |
| 7. Juni       | Grünhainichen     | Klaus Höppe            | CDU              | 95,1            | Neugründung ← 2008 (Grünhainichen) ← 2002 (Waldkirchen/Erzgeb.) | 2015 →                           |
| 7. Juni       | Grünhainichen     | Einzelvorschläge       | Einzelvorschläge | 4,9             | Neugründung ← 2008 (Grünhainichen) ← 2002 (Waldkirchen/Erzgeb.) | 2015 →                           |
| 30. August    | Erlbach-Kirchberg | Konstanze Böhm         | CDU              | 14,4            | ← 2008                                                          | Auflösung 2015 (Lugau/Erzgeb.) → |
| 30. August    | Erlbach-Kirchberg | Alexandra Lorenz-Kuniß | Lorenz-Kuniß     | 85,6            | ← 2008                                                          | Auflösung 2015 (Lugau/Erzgeb.) → |
| 27. September | Elterlein         | Andy Kehler            | CDU              | 42,0            | ← 2002                                                          | 2016 →                           |
| 27. September | Elterlein         | Siegbert Ullrich       | FWGH             | 58,0            | ← 2002                                                          | 2016 →                           |

### Landkreis Görlitz
Im Landkreis Görlitz fanden in drei Kommunen Wahlen statt. Diese sind im Folgenden aufgelistet. In keiner Kommune war eine Neuwahl notwendig. Das entscheidende Wahlergebnis ist markiert.
Gewählte Bewerber:
- CDU: 1
- Einzelbewerber/Bürgerinitiativen: 2
- Amtsinhaber wiedergewählt: 3
- Amtsinhaber abgewählt: 0
- Amtsinhaber nicht angetreten: 0

Namen von Amtsinhabern sind fett ausgezeichnet.
| Wahltermin  | Gemeinde                   | Bewerber                  | Vorschlag        | Ergebnis (in %) | vorherige | nächste |
| ----------- | -------------------------- | ------------------------- | ---------------- | --------------- | --------- | ------- |
| 30. August  | Hohendubrau Wysoka Dubrawa | Hans-Hermann Zschieschank | Zschieschank     | 81,2            | ← 2002    | 2015 →  |
| 30. August  | Hohendubrau Wysoka Dubrawa | Bernd Stephan             | Stephan          | 18,8            | ← 2002    | 2015 →  |
| 25. Oktober | Seifhennersdorf            | Karin Berndt              | UBS              | 92,8            | ← 2002    | 2016 →  |
| 25. Oktober | Seifhennersdorf            | Einzelvorschläge          | Einzelvorschläge | 7,2             | ← 2002    | 2016 →  |
| 8. November | Quitzdorf am See           | Günter Holtschke          | CDU              | 91,3            | ← 2002    | 2016 →  |
| 8. November | Quitzdorf am See           | Einzelvorschläge          | Einzelvorschläge | 8,7             | ← 2002    | 2016 →  |

### Landkreis Leipzig
Im Landkreis Leipzig fand in drei Kommunen Wahlen statt. Diese sind im Folgenden aufgelistet. Eine Neuwahl war nicht nötig. Das entscheidende Wahlergebnis ist markiert.
Gewählte Bewerber:
- Einzelbewerber/Bürgerinitiativen: 2
- Amtsinhaber wiedergewählt: 1
- Amtsinhaber abgewählt: 0
- Amtsinhaber nicht angetreten: 1

Namen von Amtsinhabern sind fett ausgezeichnet.
| Wahltermin | Gemeinde | Bewerber      | Vorschlag       | Ergebnis (in %) | vorherige | nächste                          |
| ---------- | -------- | ------------- | --------------- | --------------- | --------- | -------------------------------- |
| 15. März   | Narsdorf | Marco Vollert | FW              | 30,8            | ← 2003    | 2016 →                           |
| 15. März   | Narsdorf | Andreas Große | nmbW Rathendorf | 69,2            | ← 2003    | 2016 →                           |
| 7. Juni    | Deutzen  | Marika Nowak  | Nowak           | 81,9            | ← 2002    | Auflösung 2015 (Neukieritzsch) → |
| 7. Juni    | Deutzen  | Ines Rath     | Rath            | 18,1            | ← 2002    | Auflösung 2015 (Neukieritzsch) → |

### Landkreis Mittelsachsen
Im Landkreis Mittelsachsen fanden in vier Kommunen Wahlen statt. Diese sind im Folgenden aufgelistet. In einer Kommune war eine Neuwahl notwendig. Das entscheidende Wahlergebnis ist markiert.
Gewählte Bewerber:
- CDU: 3
- Einzelbewerber/Bürgerinitiativen: 1
- Amtsinhaber wiedergewählt: 2
- Amtsinhaber abgewählt: 0
- Amtsinhaber nicht angetreten: 2

Namen von Amtsinhabern sind fett ausgezeichnet.
| Wahl          | Wahl            | Wahl               | Wahl             | Wahl            | Neuwahl     | Neuwahl         | vorherige | nächste |
| Wahltermin    | Gemeinde        | Bewerber           | Vorschlag        | Ergebnis (in %) | Wahltermin  | Ergebnis (in %) | vorherige | nächste |
| ------------- | --------------- | ------------------ | ---------------- | --------------- | ----------- | --------------- | --------- | ------- |
| 7. Juni       | Erlau           | Wolfgang Ahnert    | CDU              | 59,8            |             |                 | ← 2006    | 2016 →  |
| 7. Juni       | Erlau           | Reinhard Krems     | WVC              | 16,0            |             |                 | ← 2006    | 2016 →  |
| 7. Juni       | Erlau           | Ulf Decke          | MFV              | 24,2            |             |                 | ← 2006    | 2016 →  |
| 30. August    | Frankenberg/Sa. | Thomas Firmenich   | CDU              | 60,7            |             |                 | ← 2002    | 2016 →  |
| 30. August    | Frankenberg/Sa. | Torsten Recht      | GVF              | 24,3            |             |                 | ← 2002    | 2016 →  |
| 30. August    | Frankenberg/Sa. | Joachim Münzner    | SPD              | 15,0            |             |                 | ← 2002    | 2016 →  |
| 30. August    | Rossau          | Sören Ehm          | FW Rossau        | 36,7            |             |                 | ← 2006    | 2016 →  |
| 30. August    | Rossau          | Dietmar Gottwald   | CDU              | 51,2            |             |                 | ← 2006    | 2016 →  |
| 30. August    | Rossau          | Jens Dittrich      | SPD              | 4,1             |             |                 | ← 2006    | 2016 →  |
| 30. August    | Rossau          | Karl-Heinz Filusch | WV OFW Hermsdorf | 8,1             |             |                 | ← 2006    | 2016 →  |
| 27. September | Lichtenau       | Dr. Michael Pollok | Dr. Pollok       | 47,3            | 18. Oktober | 47,4            | ← 2002    | 2014 →  |
| 27. September | Lichtenau       | Gert Eidam         | CDU              | 35,3            | 18. Oktober | 43,5            | ← 2002    | 2014 →  |
| 27. September | Lichtenau       | Jens Scheunert     | Linke            | 17,4            | 18. Oktober | 9,1             | ← 2002    | 2014 →  |

### Landkreis Nordsachsen
Im Landkreis Nordsachsen fand in einer Kommune eine Wahl statt. Diese ist im Folgenden aufgelistet. Eine Neuwahl war nicht notwendig. Das entscheidende Wahlergebnis ist markiert.
Gewählte Bewerber:
- CDU: 1
- Einzelbewerber/Bürgerinitiativen: 0
- Amtsinhaber wiedergewählt: 1
- Amtsinhaber abgewählt: 0
- Amtsinhaber nicht angetreten: 0

Namen von Amtsinhabern sind fett ausgezeichnet.
| Wahltermin | Gemeinde    | Bewerber         | Vorschlag | Ergebnis (in %) | vorherige | nächste |
| ---------- | ----------- | ---------------- | --------- | --------------- | --------- | ------- |
| 1. März    | Schönwölkau | Volker Tiefensee | CDU       | 58,1            | ← 2002    | 2016 →  |
| 1. März    | Schönwölkau | Gisela Leopold   | Linke     | 31,9            | ← 2002    | 2016 →  |
| 1. März    | Schönwölkau | Peter Schäfer    | Schäfer   | 10,0            | ← 2002    | 2016 →  |

### Landkreis Sächsische Schweiz-Osterzgebirge
Im Landkreis Sächsische Schweiz-Osterzgebirge fanden in zwei Kommunen Wahlen statt. Diese sind im Folgenden aufgelistet. In einer Kommune war eine Neuwahl notwendig. Das entscheidende Wahlergebnis ist markiert.
Gewählte Bewerber:
- CDU: 2
- Einzelbewerber/Bürgerinitiativen: 0
- Amtsinhaber wiedergewählt: 1
- Amtsinhaber abgewählt: 0
- Amtsinhaber nicht angetreten: 1

Namen von Amtsinhabern sind fett ausgezeichnet.
| Wahl         | Wahl           | Wahl              | Wahl      | Wahl            | Neuwahl         | Neuwahl         | vorherige | nächste                        |
| Wahltermin   | Gemeinde       | Bewerber          | Vorschlag | Ergebnis (in %) | Wahltermin      | Ergebnis (in %) | vorherige | nächste                        |
| ------------ | -------------- | ----------------- | --------- | --------------- | --------------- | --------------- | --------- | ------------------------------ |
| 7. Juni      | Pretzschendorf | Kerstin Winkler   | CDU       | 85,4            |                 |                 | ← 2002    | Auflösung 2013 (Klingenberg) → |
| 7. Juni      | Pretzschendorf | Henry Backhaus    | Linke     | 14,6            |                 |                 | ← 2002    | Auflösung 2013 (Klingenberg) → |
| 20. Dezember | Pirna          | Frank Ludwig      | CDU       | 14,5            | 17. Januar 2010 | n. k.           | ← 2008    | 2017 →                         |
| 20. Dezember | Pirna          | Tilo Kloß         | Linke     | 21,8            | 17. Januar 2010 | 24,1            | ← 2008    | 2017 →                         |
| 20. Dezember | Pirna          | Helmut Verdang    | PB, Grüne | 9,1             | 17. Januar 2010 | 8,7             | ← 2008    | 2017 →                         |
| 20. Dezember | Pirna          | Klaus-Peter Hanke | Hanke     | 45,7            | 17. Januar 2010 | 60,0            | ← 2008    | 2017 →                         |
| 20. Dezember | Pirna          | Matthias Richter  | Richter   | 9,0             | 17. Januar 2010 | 7,2             | ← 2008    | 2017 →                         |

### Vogtlandkreis
Im Vogtlandkreis fanden in fünf Kommunen Wahlen statt. Diese sind im Folgenden aufgelistet. In keiner Kommune war eine Neuwahl notwendig. Das entscheidende Wahlergebnis ist markiert.
Gewählte Bewerber:
- CDU: 2
- Einzelbewerber/Bürgerinitiativen: 3
- Amtsinhaber wiedergewählt: 1
- Amtsinhaber abgewählt: 0
- Amtsinhaber nicht angetreten: 4

Namen von Amtsinhabern sind fett dargestellt.
| Wahltermin    | Gemeinde        | Bewerber          | Vorschlag              | Ergebnis (in %) | vorherige | nächste                             |
| ------------- | --------------- | ----------------- | ---------------------- | --------------- | --------- | ----------------------------------- |
| 29. März      | Schöneck/Vogtl. | Isa Suplie        | Suplie                 | 96,5            | ← 2008    | 2016 →                              |
| 29. März      | Schöneck/Vogtl. | Einzelvorschläge  | Einzelvorschläge       | 3,5             | ← 2008    | 2016 →                              |
| 20. August    | Reuth           | Ulrich Lupart     | Lupart                 | 93,7            | ← 2002    | Auflösung 2016 (Weischlitz) →       |
| 20. August    | Reuth           | Einzelvorschläge  | Einzelvorschläge       | 6,3             | ← 2002    | Auflösung 2016 (Weischlitz) →       |
| 27. September | Mehltheuer      | Kerstin Steinbach | CDU                    | 96,4            | ← 2002    | Auflösung 2011 (Rosenbach/Vogtl.) → |
| 27. September | Mehltheuer      | Einzelvorschläge  | Einzelvorschläge       | 3,6             | ← 2002    | Auflösung 2011 (Rosenbach/Vogtl.) → |
| 22. November  | Grünbach        | Ralf Kretzschmann | WV Initiative Grünbach | 97,6            | ← 2008    | 2016 →                              |
| 22. November  | Grünbach        | Einzelvorschläge  | Einzelvorschläge       | 2,4             | ← 2008    | 2016 →                              |
| 13. Dezember  | Werda           | Carmen Funke      | CDU                    | 58,3            | ← 2005    | 2016 →                              |
| 13. Dezember  | Werda           | Yvonne Ebert      | FWV Am Eimberg         | 16,1            | ← 2005    | 2016 →                              |
| 13. Dezember  | Werda           | Dietmar Keilig    | Keilig                 | 25,6            | ← 2005    | 2016 →                              |

### Landkreis Zwickau
Im Landkreis Zwickau fand in einer Kommune eine Wahl statt. Eine Neuwahl war nicht nötig. Das entscheidende Wahlergebnis ist markiert.
Gewählte Bewerber:
- Einzelbewerber/Bürgerinitiativen: 1
- Amtsinhaber wiedergewählt: 0
- Amtsinhaber abgewählt: 0
- Amtsinhaber nicht angetreten: 1

Namen von Amtsinhabern sind fett dargestellt.
| Wahltermin | Gemeinde   | Bewerber         | Vorschlag        | Ergebnis (in %) | vorherige | nächste |
| ---------- | ---------- | ---------------- | ---------------- | --------------- | --------- | ------- |
| 7. Juni    | Dennheritz | Frank Taubert    | Taubert          | 93,4            | ← 2005    | 2016 →  |
| 7. Juni    | Dennheritz | Einzelvorschläge | Einzelvorschläge | 6,6             | ← 2005    | 2016 →  |

## Belege
1. ↑  Bürgermeisterwahlen. Abgerufen am 21. Dezember 2023.